# カラ残業
カラ残業（からざんぎょう）とは、就業規則に定められた時間外労働（残業）を行なっていないにもかかわらず、就業時間を偽って申請することにより不正に時間外手当を受け取る犯罪行為である。

## 定義
広義では、遅刻または早退を隠匿することにより給与の減額を免れようとする行為も含まれる。このような行為は詐欺罪等の刑法犯を構成する。
さらに、給料を不正に多く受給する目的のほかに、財産分与や贈与を目的として、2時間しか働いていないのに8時間働いたことにする等の行為も含まれる。（たとえば、A従業員からB従業員に贈与する目的で、A従業員は遅刻や欠勤をしたことにしておいて、B従業員は時間外に働いたことにしておく。こうすると雇用者の帳簿上、トータルで支払う給料は本来のものと変わらなくなる。）この場合の、逆に贈与を目的とした嘘の欠勤や遅刻をカラ欠勤という。この場合は、所得税法違反や贈与税法違反、有印私文書偽造などの罪に問われる。
主に地方では自治労、教職員組合の政治的専従活動家や特別枠のある市区町村、国では旧社保庁の自治労社会保険関係労働組合連合など、労使協定にて民間企業ではありえないほど労働者に甘いものや、そもそも労使協定を公務員が守っていないことで起こるものである。
民間企業でも起きている残業代目当てで意図的に仕事をゆっくりやるのは「ダラダラ残業」と呼ばれている。

## 公務員によるカラ残業
通常、私企業の経営者にとってカラ残業は利益の損失となる重大な不正行為であり、当該行為者は社内規定等により懲戒解雇等の制裁を受けると共に、賠償の責めを負うこととなる。
ところが、当事者が公務員である場合、組織的な労働時間の改竄が行われることがある。また、監視すべき経理部署までが加担していたり、黙認しているような場合もある。
公務員は私企業のように職員への支払い給与を抑えることで組織の利益、ひいては経営者の利益や管理職の給与向上につながるわけではないという構造が存在しているため、職員の支払い給与を抑えるモチベーションが働かない。また「今年度の予算を消化しないと来年度の予算に影響する」などといった言い訳が正論であるかのように横行するという、税金に対する意識の低さからカラ残業・カラ出張に対する罪悪感が希薄となってしまい、倫理の完全に麻痺した状態が長期に渡って続いていることが多い。そのため、問題の顕現化および解決はかなり難しいとされる。そもそも、公務員の職場にはタイムカードなどがないところも多く、正確に勤務時間を把握することが不可能となっている。この場合には、公務員は自らが残業時間を申告することになるため、不正の温床となる。
また前述の通り、超過勤務（時間外）手当は予算としての総額が各部署ごとに決まっているため、予算を消化できない可能性が出てきた場合には、実際には勤務を行っていないにもかかわらず、勤務を行ったと（虚偽の）申告をするように管理職から求められる場合もある。
例えば雇用、労働を所管する厚生労働省でも、地方支部である都道府県労働局がカラ残業で不正な支給を受けていたことが報道されている（2006年10月23日付読売新聞）。

## 組織的なカラ残業が問題となった官庁・自治体等
- 大阪市（大阪市の不祥事）
- 宮城県（1996年発覚、現在は改善）
- 千葉市( 2016年9月に市の消防署員ら26人が患者を搬送後に署に戻らず、時間をつぶして残業代を不正受給)
- 岡山市(2000年4月に1994-1999年度にのゴミ収集の職員に残業代計約6500万円が不正支出発覚)
- 京都市(1997年5月に市の清掃工場で長年にわたるカラ残業が発覚)
- 大阪府摂津市 (2017年発覚、ごみ焼却施設「市環境センター」で働く現業職員人が残業手当を受け取る「カラ残業」をしていた。市は夜間の運営を委託している民間業者との「引き継ぎ」名目で１日３０分の残業を認めていたが、実際には残業前に引き継ぎが終わっていた。)
- 労働局(2007年11月に全国22の労働局で1999-2006年度にカラ残業で計約1億5839万円が不適正支給されたと会計監査院が指摘)[2]。